# Sturm, Ruger & Co.
Sturm, Ruger & Co., Inc., найбільш відома по короткій назві Ruger, американська компанія виробник вогнепальної зброї зі штаб-квартирою в Саутпорті, штат Коннектикут з виробничими потужностями в Ньюпорті, штат Нью-Гемпшир; Майодані, штат Північна Кароліна та Прескотті, штат Аризона. Компанію створили в 1949 році Олександр Маккормік Штурм та Вільям Б. Ругер.
Компанія Ruger випускала гвинтівки з ковзними затворами, самозарядні та однозарядні, рушниці, самозарядні пістолети та револьвери одинарної та подвійної дії. Згідно зі статистикою ATF за 2015 рік компанія Ruger є найбільшим американським виробником вогнепальної зброї, а також другим великим виробником револьверів та пістолетів (після компанії Smith & Wesson) та виробником гвинтівок (після компанії Remington) в США.

## Історія

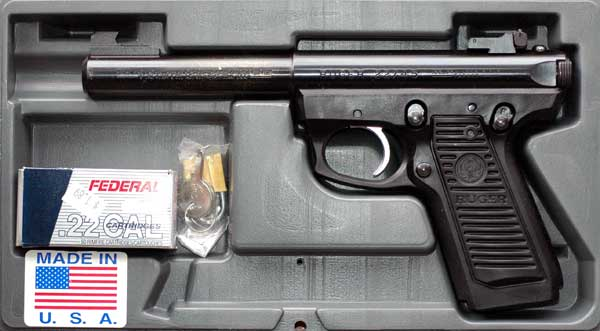
Цільовий пістолет Ruger MK II 22/45.

Sturm, Ruger & Company була створена Олександром Маккорміком Штурмом та Вільямом Б. Ругером в 1949 році в невеликій орендованій автомайстерні в Саутпорті, штат Коннектикут.
Незадовго до їхньої співпраці Білл Руґер успішно скопіював два "маленькі" пістолети Намбу в своєму гаражі, з трофейного Намбу придбаного у морпіха, який повернувся з Другої світової війни. При розробці свого першого самозарядного пістолета .22 калібру, Руґер вирішив використати зовнішній вигляд німецького 9 мм Люгера та американського Colt Woodsman, який став настільки успішним, що став поштовхом для створення компанії.
Ругер є домінуючим виробником на ринку гвинтівок під набій кільцевого запалення .22 LR в США, головним чином завдяки продажам самозарядної гвинтівки Ruger 10/22. Гвинтівка 10/22 є популярною завдяки своїй репутації відносно недорого і якісної зброї. В результаті для неї було випущено безліч аксесуарів і запчастин, що ще більше підвищило її популярність. Доступність і різноманітність неоригінальних запчастин дозволяє зробити 10/22, використовуючи тільки ці деталі; більшість з них призначені для стрільців і мисливців.
Крім того Ругер домінує на ринку самозарядних пістолетів під набій кільцевого запалення .22 калібру зі своїми пістолетами Ruger MK II та Ruger MK III, які є нащадками пістолета Ruger Standard. Як і гвинтівка 10/22, пістолет MkII має велику кількість аксесуарів. Пістолет 22/45 схожий на пістолети сімейства Ruger Standard, але має інший кут нахилу руків'я, як у пістолета Colt 1911 (на відміну від Ruger Standard, де кут нахилу був як у пістолета Luger).
Ругер також відомий виробництвом високоякісних револьверів, наприклад лінійки GP100 та Redhawk. Компанія також займає місце на ринку самозарядних пістолетів зі своїми лінійками SR1911 та SR.
Ruger Casting має заводи в Ньпорті, штат Нью-Гемпшир та Прескотті, штат Аризона, де випускають зливки з чорного заліза, високоміцного чавуну та технічного титану. Ruger Golf робить сталеві та титанові зливки для ключок для гольфу, які випускають інші компанії.
Цінні папери компанії Sturm, Ruger продають на біржі з 1969 року, вона є сталою компанією на Нью-Йоркській фондовій біржі в 1990 році (NYSE:RGR). Після смерті Алекса Штурма в 1951 році, Вільям Б. Ругер продовжив керувати компанією до своє смерті в 2002 році.
З 1949 по 2004 роки Ругер випустив більше 20 мільйонів одиниць зброї. Штаб-квартира компанії знаходиться в Саутпорті, штат Коннектикут, а виробничі потужності в Ньопорті, Нью-Гемпшир, Прескотті, Аризона та Майодані, Північна Кароліна. Дочірніми компаніями Ругер є Ruger Precision Metals LLC в Ерт-Сіті, штат Міссурі, Pine Tree Castings в Ньюпорті, Нью-Гемпшир і Ruger Sportswear & Accessories в Майодані, Північна Кароліна.
У вересні 2020 року компанія купила компанію Marlin Firearms у збанкрутілої Remington Outdoor Company.

## Статистика
Із загальної кількості 2288 виробників цивільної вогнепальної зброї, що діяли в США з 1986 по 2010 рік, Ругер очолював галузь, випустивши 15,3 мільйона одиниць вогнепальної зброї за цей період. Ругер займав перше місце серед виробників вогнепальної зброї в США з 2008 по 2011 роки. В 2011 році Ругер випустив 1,114,687 одиниць вогнепальної зброї, оскільки їх заклик «Виклик на мільйон одиниць зброї на благо NRA» зіграв значну роль в підтримці компанією свого статусу провідного виробника в США. Компанія поставила нову мету — виробляти 2 мільйони одиниць вогнепальної зброї в рік. З 2009 по 2012 рік Ругер був лідером продажів ручної вогнепальної зброї.

## Продукція
Ругер розділяє продукцію на дев'ять категорій:
| - гвинтівки з ковзними затворами - самозарядні гвинтівки - гвинтівки важільної дії - однозарядні гвинтівки | - рушниці | - пістолети під набій центрального запалення - пістолети під набій кільцевого запалення | - револьвери подвійної дії - револьвери одинарної дії |

### Гвинтівки

#### Гвинтівки з ковзними затворами

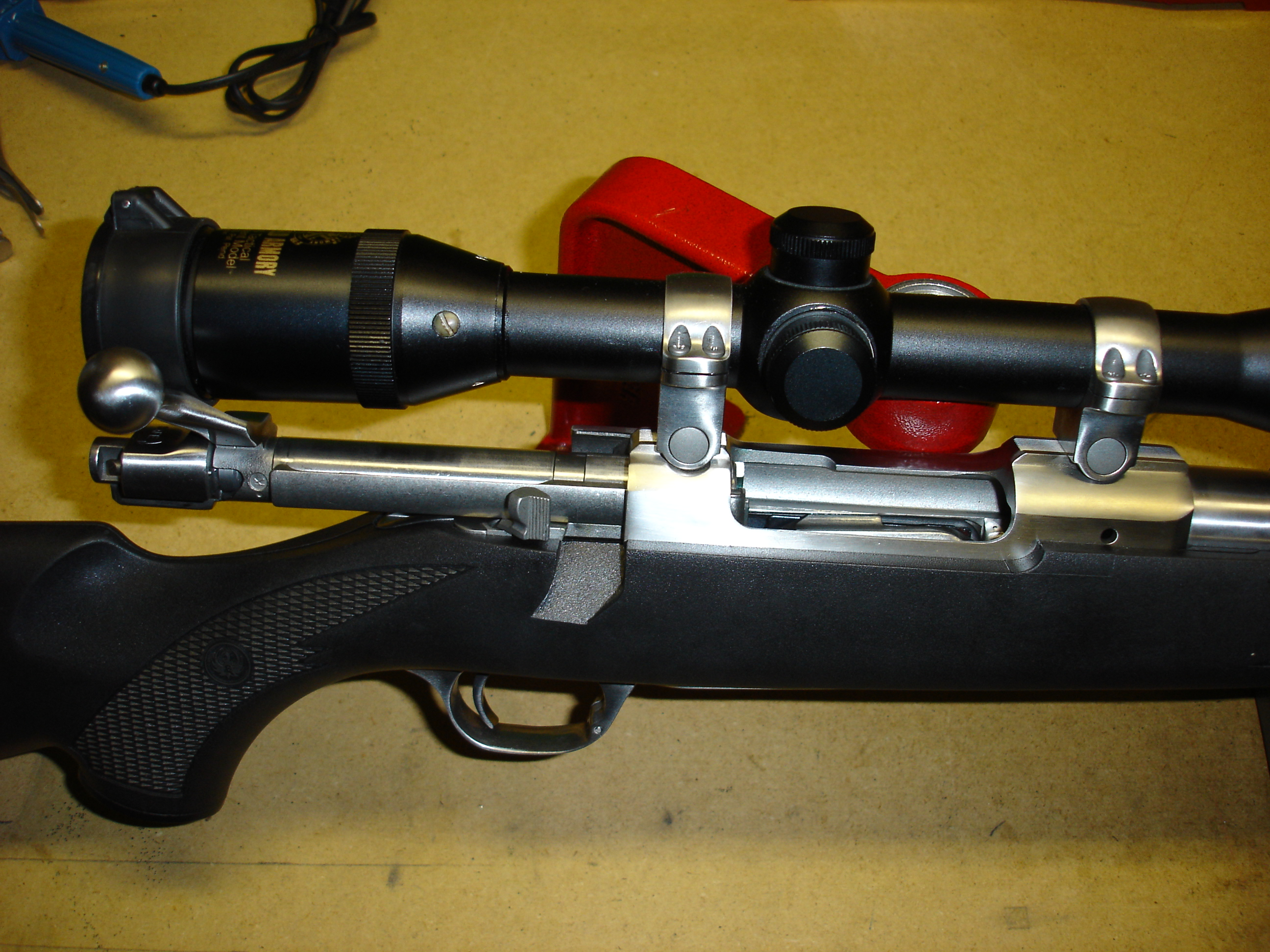
Ковзний затвор з неіржавної сталі Ruger M77 Mark II під набій .204

- Hawkeye M77
- Gunsite Scout Rifle
- Model 77/22
- American Rifle
- American Rimfire
- Ruger Precision Rifle
- Ruger Precision Rimfire

#### Самозарядні гвинтівки
- *Модель 44  (знято з виробництва)
- 10/22
- 10/17 (знято з виробництва)
- SR-22
- Mini-14
- Mini Thirty

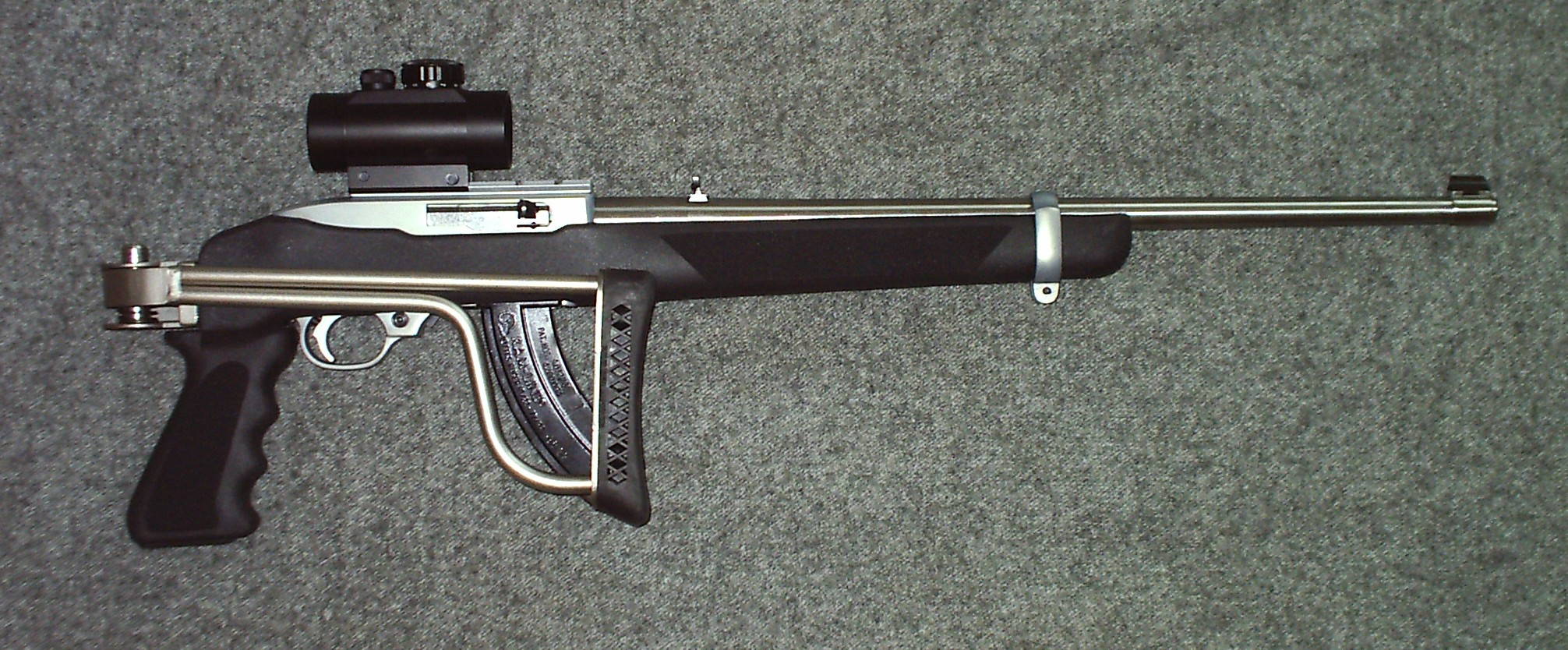
Ruger 10/22 "Stainless" з прикладом Butler Creek Folding Stock та прицілом TRUGLO

- XGI (не виробляється: розробка зупинена)
- Police Carbine (знято з виробництва)
- Ruger PC Carbine
- Deerfield Carbine (знято з виробництва)[19]
- AR-556
- SR-556 (знято з виробництва)
- SR-762 (знято з виробництва)

#### Важільні гвинтівки
- Model 96 (96/44, 96/22 and 96/17 знято з виробництва)

#### Однозарядні гвинтівки
- No. 1
- No. 3 (знято з виробництва)

### Дробовики

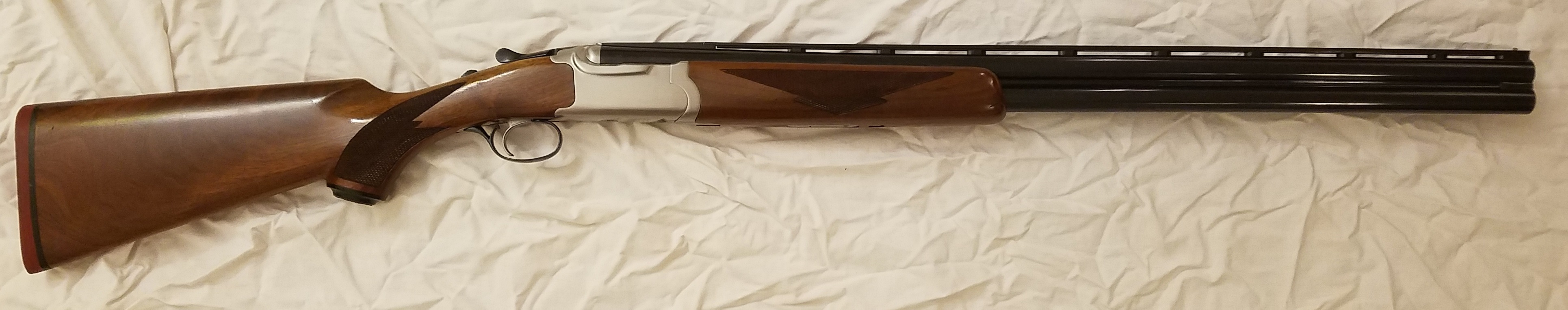
Дробовик Red Label

- Gold Label (знято з виробництва)
- Red Label (знято з виробництва)

### Пістолети-кулемети
- MP9 (знято з виробництва)

### Ручна зброя

#### Пістолети під набій центрального запалення

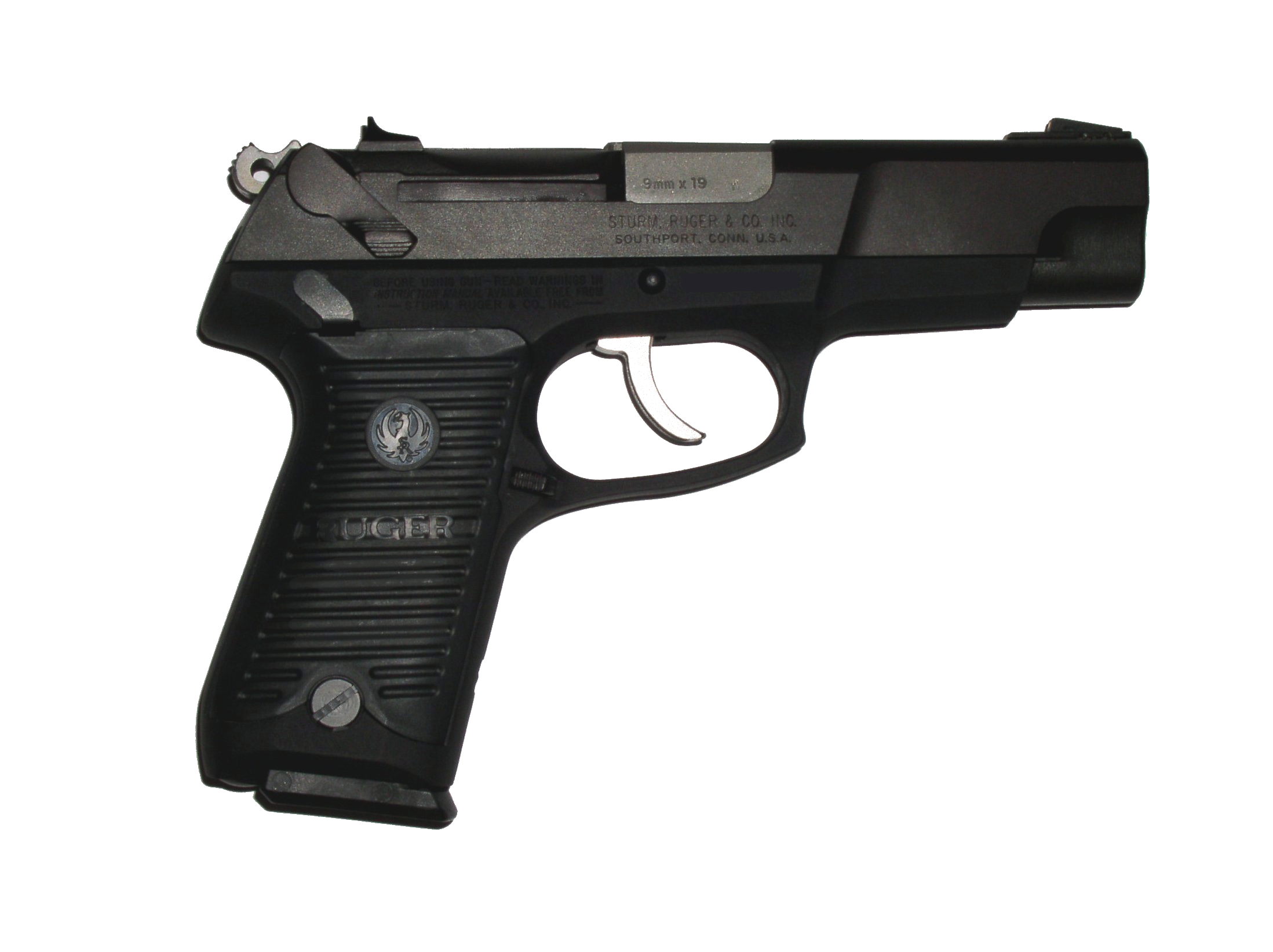
Ruger P89

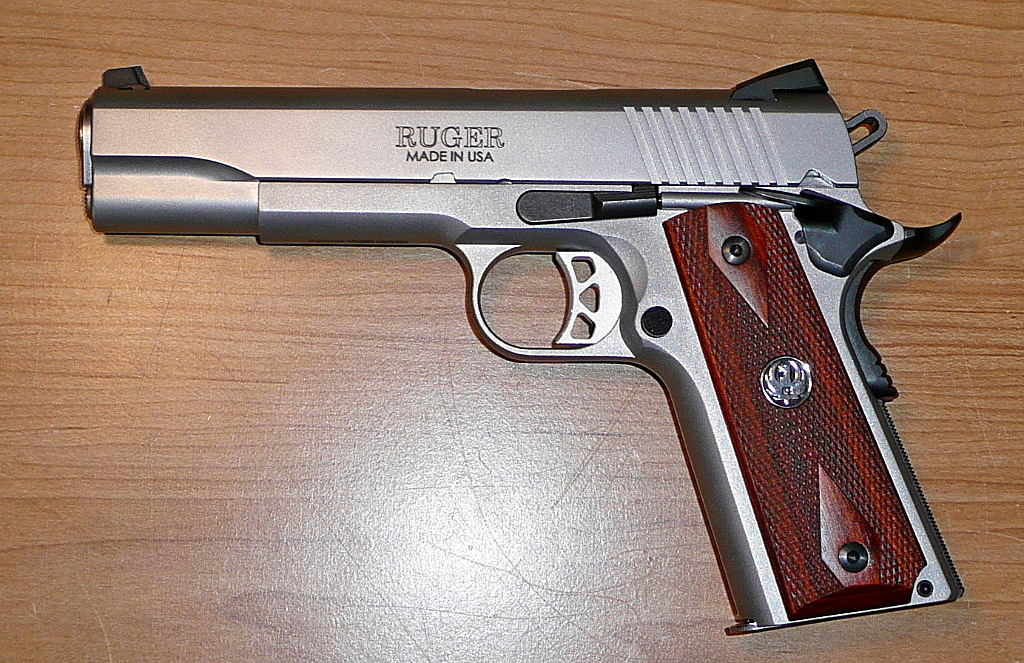
Ruger SR1911 (.45 ACP)

- Hawkeye (знято з виробництва)
- P-Series (знято з виробництва)
- SR-Series (знято з виробництва)
- American Pistol
- Security-9
- Ruger MAX-9
- SR1911
- LCP
- LCP II
- LC9
- LC380
- LC9s
- Ruger-57

#### Пістолети під набій кільцевого запалення

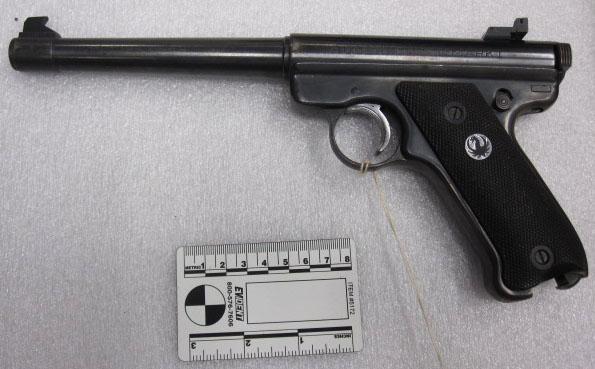
Ruger MK1

- Standard (MK I) (знято з виробництва)
- MK II (знято з виробництва)
- MK III / 22/45 (знято з виробництва)
- MK IV
- SR22
- 22 Charger

#### Револьвери подвійної дії

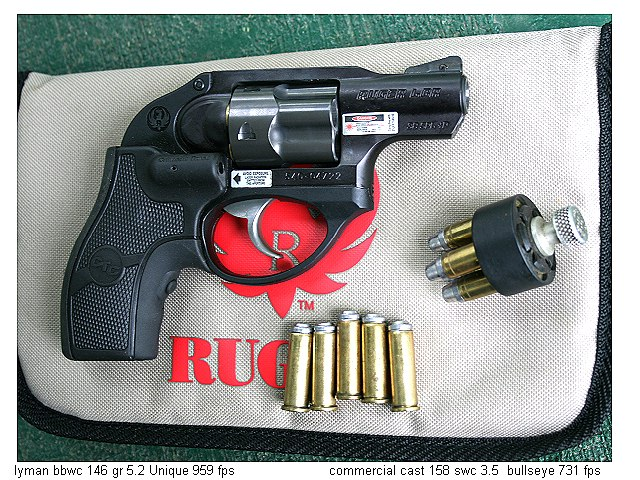
Перший варіант Ruger LCR .38 Special з лазерними щічками

- Security-Six/Service-Six/Speed-Six (знято з виробництва)
- SP101
- GP100
- Redhawk
- Super Redhawk
- Super Redhawk Alaskan
- LCR

#### Револьвери одинарної дії

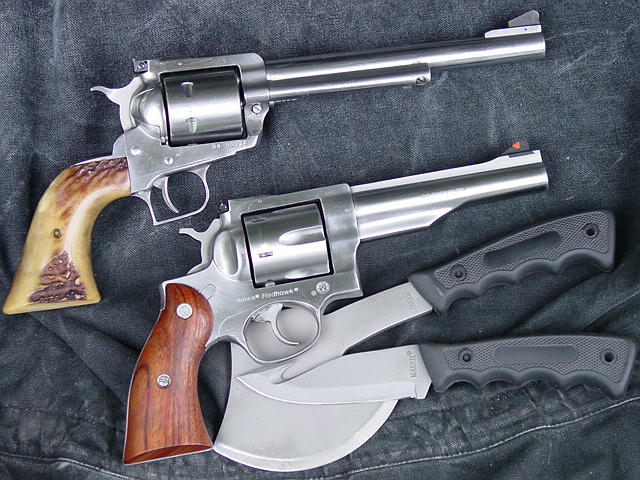
Stainless New Model Super Blackhawk та Redhawk

- Bearcat
- Single-Six
- Blackhawk
- Super Blackhawk
- Vaquero
- Wrangler
- Old Army (знято з виробництва)